# Das Mädchen (Roman)
Das Mädchen (englischer Originaltitel: The Girl Who Loved Tom Gordon) ist ein Roman des US-amerikanischen Schriftstellers Stephen King. Der Roman erschien 1999 im New Yorker Viking-Verlag. Die Übersetzung ins Deutsche von Wulf Bergner veröffentlichte der Schneekluth-Verlag im Jahr 2000.

## Handlung
Die neunjährige Patricia McFarland, genannt „Trisha“, leidet unter der Trennung ihrer Eltern und den endlosen Streitereien zwischen ihrem Bruder Pete und ihrer Mutter. Auf einer Wanderung in die Wildnis Neuenglands entfernt sie sich von den beiden, um unbeobachtet zwischen Büschen und Bäumen zu pinkeln. Sie will den Weg zurück abkürzen und verirrt sich dabei. In zunehmender Beunruhigung und Verzweiflung sucht sie den Rückweg, gerät dabei aber immer tiefer in den Wald hinein. In ihrem Rucksack hat sie zwei Twinkies, ein hartgekochtes Ei, ein Thunfisch-Sandwich, eine Flasche Limonade, eine Flasche Wasser, eine Tüte Kartoffelchips, einen Regenponcho, einen Game Boy und ihren batteriebetriebenen Walkman mit Radioempfang.
Während sie durch den Wald irrt, erinnert sie sich an hilfreiche Dinge, die ihre Mutter ihr gesagt hat oder die sie in Büchern gelesen hat, etwa dass Flüsse nie im Kreis fließen, sondern immer zu Menschen hin führen. Auf dem Weg zu einem Bach rutscht sie gegen einen Baum mit einem Wespennest und wird von Dutzenden Wespen gestochen. Der eingeschlagene Weg den Bachlauf entlang endet in einem Sumpf. Ihre Nahrungsvorräte gehen zu Ende. Sie hat sich inzwischen weit fortbewegt und befindet sich außerhalb des Gebiets, das die Suchtrupps absuchen.
Immer wieder muss sie sich gegen ihre eigene innere Stimme wehren, den Weg zurück aus der Wildnis nicht zu schaffen. Sie fühlt sich beobachtet und verfolgt von einem „speziellen Ding“, das sich in einem Traum als der „Gott der Verirrten“ vorstellt. Besonders nachts spürt sie es in ihrer Nähe.
In der Zwischenzeit passiert auch in der Außenwelt eine Menge: Ihr streitsüchtiger Bruder zieht sich in sich zurück, Mutter und Vater schlafen wieder im selben Bett. Die Polizei wird derweil auf eine falsche Spur geleitet, nimmt einen Verdächtigen fest und verkleinert dann das Suchgebiet.
Trisha trinkt Bachwasser und ernährt sich von Scheinbeeren, Bucheckern, rohem Fisch und Kaulquappen. Zunächst erbricht sie das Gegessene und bekommt Durchfall. Sie wird langsam krank, doch schleppt sie sich fiebernd weiter. Hoffnung schöpft sie aus inneren Zwiegesprächen mit ihrem Idol Tom Gordon. Dieser ist Pitcher bei der Baseballmannschaft Boston Red Sox. Sie hört sich die Spiele seiner Mannschaft jeden Abend mit ihrem Radio-Walkman an, solange dessen Batterie noch hält. Später, als sich durch Kräfteverlust Wirklichkeit und Vorstellung vermischen, taucht Tom Gordon immer wieder als sie stärkender Begleiter auf. Er motiviert die verdreckte, schwache, kranke und verängstigte Trisha zu immer weiteren Kraftanstrengungen, bis sie endlich eine Straße findet.
Das Ziel greifbar nahe, kommt ihr Verfolger aus dem Unterholz und tritt ihr gegenüber auf die Straße. Es kommt zu einem entscheidenden Kampf.
Im Nachspiel des Romans versammeln sich Vater, Mutter und Bruder um das Krankenhausbett von Trisha. Neun Tage hat sie in der Wildnis verbracht. Ihren Sieg schließt sie mit der Siegesgeste Tom Gordons ab: mit dem ausgestreckten Zeigefinger in den Himmel. Dann fällt sie in einen tiefen Schlaf.

## Wissenswertes
Tom Gordon ist ein realer Spieler der Boston Red Sox.
Das Buch wurde durch den deutschen Schneekluth-Verlag aus Marketing-Gründen in zwei inhaltsgleichen Versionen herausgegeben, die sich lediglich in der Gestaltung der Schutzumschläge (schwarz oder weiß) unterscheiden.
Eine beabsichtigte Verfilmung durch Regisseur George A. Romero ist nicht zustande gekommen.

## Hörbuch
- Stephen King: Das Mädchen. Hörbuch. Lübe-Verlag, Bergisch Gladbach 2007, ISBN 978-3-404-77169-1 (7 CDs, gelesen von Franziska Pigulla und Joachim Kerzel).